# Richard Asher

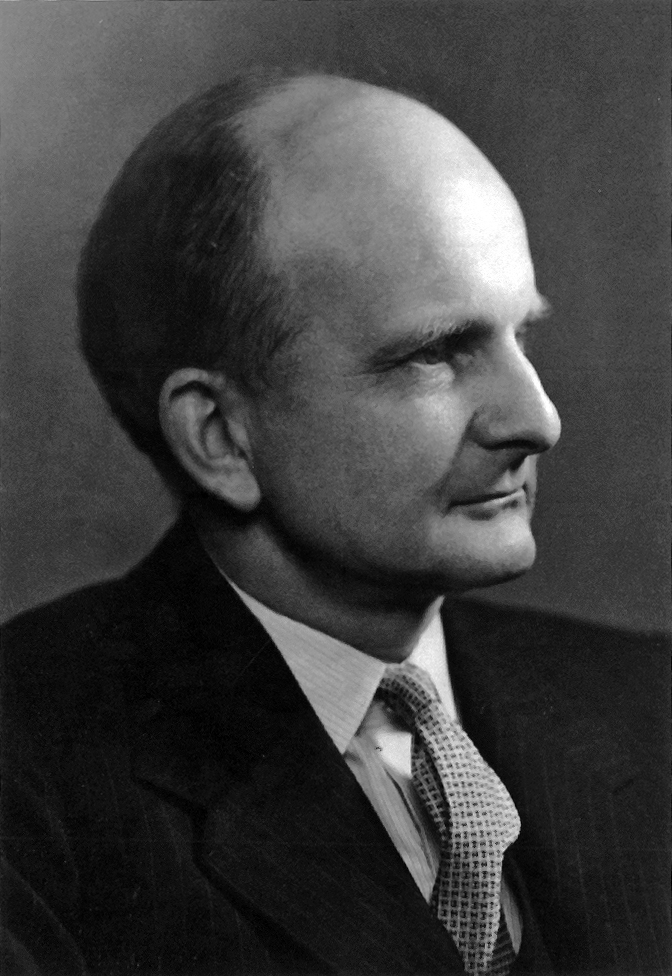
Richard Asher

Richard Alan John Asher, MD, FRCP (* 3. April 1912 in Brighton, Großbritannien; † 25. April 1969 in Marylebone, Großbritannien) war ein britischer Mediziner am Central Middlesex Hospital.

## Leben
Der Internist Asher benannte in einem Artikel zur Beschreibung des dazugehörigen Krankheitsbildes erstmals das Münchhausen-Syndrom. Der Artikel erschien 1951 in „The Lancet“, einer renommierten medizinischen Fachzeitschrift. Er war der Ehemann der Musikprofessorin Margaret Eliot und der Vater der Schauspielerin Jane Asher sowie von Peter Asher, Mitglied des Pop-Duos Peter & Gordon und Musikproduzent.
Richard Asher litt in späteren Jahren an Depressionen und starb im Alter von 57 Jahren, angeblich durch Suizid.